# Forêts pluviales d'altitude de la Chaîne Centrale
Localisation
Les forêts pluviales d'altitude de la Chaîne Centrale est une écorégion définie par le fonds mondial pour la Nature (WWF) qui traverse d'ouest en est sur l'île de Nouvelle-Guinée en suivant la chaîne centrale. Elle s'étend sur les provinces indonésiennes de Papouasie centrale, Papouasie méridionale et Papouasie des hautes-terres, puis sur la Papouasie-Nouvelle-Guinée. Elle appartient à l'écozone australasienne et au biome des forêts décidues humides tropicales et subtropicales.

## Conservation
La faune et la flore de l'écorégion sont considérées comme relativement stables ou intactes.

## Liens  externes
- Ressources relatives à la géographie :   - One Earth
  - WWF